# USS LST-125
O USS LST-125 foi um navio de guerra norte-americano da classe LST que operou durante a Segunda Guerra Mundial.